# Incidente entre Israel y Siria de febrero de 2018
El Incidente entre Israel y Siria de febrero de 2018 —de forma generalizada y simple denominado como los incidentes de febrero—, ocurrido el 10 de febrero, fue el primer conflicto serio entre el Estado de Israel y la República Árabe Siria en el marco de la Guerra Civil Siria.
El conflicto tuvo su inicio cuando un posible vehículo aéreo no tripulado de origen iraní proveniente de Siria ingreso al espacio aéreo de Israel para reconocer la zona, cerca de la ciudad Beit She'an la Fuerza Aérea Israelí logró captura el aparato, al conocer el hecho el gobierno judío dio como respuesta inmediata atacar la base área Tiyas perteneciente a la Fuerza Aérea Árabe Siria, de donde las investigaciones israelíes dijeron que se había lazando el vehículo aéreo. Ocho F-16 Fighting Falcon bombardearon la base militar y generaron como respuesta un ataque antiaéreo de la Defensa Aérea de Siria, estos ataques lograron derrumbar a uno de los F-16 que terminó cayendo cerca del kibutz Harduf, al norte de Israel. Al enterarse de esto el gobierno de Israel incrementó los bombardeos a sitios esenciales para la Coalición RSII en toda la frontera común con Siria.

## Línea de tiempo
Según la Fuerza Aérea Israelí, a las 4:30 a. m. del sábado, un helicóptero AH-64 Apache israelí derribó un drone RQ-170 (Saegheh (UAV)), cerca de la ciudad norteña de Beit Shean, según las investigaciones el drone tenía como dueño a los Cuerpos de la Guardia Revolucionaria Islámica de Irán. El avión no tripulado fue avistado despegando de algún punto de Siria, voló a lo largo de la frontera jordana y fue interceptado 90 segundos después de cruzar la frontera israelí.
En respuesta al avistamiento del avión teledirigido que cruzaba la frontera israelí, 8 aviones F-16 israelíes atacaron la base aérea militar Tiyas, de donde el Ejército de Tierra Israelí dijo que se había lanzado el drone, los aviones después de realizar su bombardeo se elevaron a una gran altura para observar si las bombas habían llegado a los blancos, esta maniobra fue aprovechada por el sistema de Defensa Aérea de Siria, que logró hacer caer a uno de los F-16.
Los pilotos de la nave se dirigieron rápidamente de nuevo a suelo israelí con el temor de caer en algún lugar de Siria y ser capturados por las tropas   leales a Bashar al-Ásad o alguna organización rebelde, finalmente la nave se estrelló en un poblado del norte de Israel.

## Consecuencias

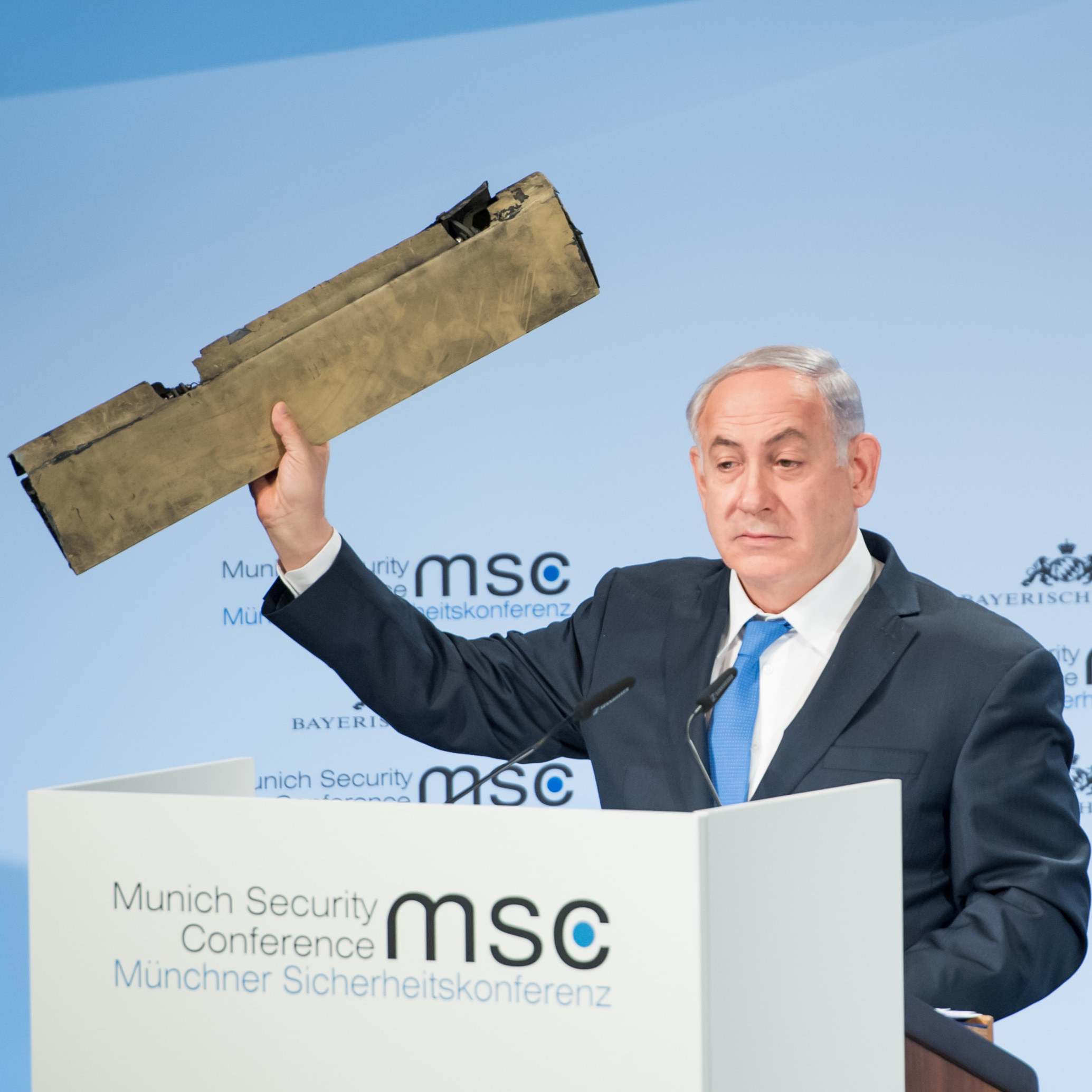
Benjamin Netanyahu mostrando un fragmento de dron de origen iraní.

La actividad del Aeropuerto Internacional Ben Gurión de Tel Aviv se suspendió brevemente y se encendieron sirenas de alarma en todo el país, el primer ministro Benjamin Netanyahu tuvo una reunión de emergencia con sus generales, por otra parte el ministro sirio de Asuntos Exteriores Ayman Sussan «tienen plena confianza de que el agresor se sorprenderá mucho, porque pensó que esta guerra, esta guerra de desgaste a la que Siria ha estado expuesta durante años, la ha hecho incapaz de enfrentar los ataques». Desde el punto de vista diplomático representa la primera respuesta siria a las incursiones israelíes desde la Guerra del Líbano de 1982 y a la vez para Israel representa el primer enfrentamiento con Irán desde el derrocamiento de la Monarquía persa de 1979.

## Reacciones

### Estados soberanos
- Irán: El Gobierno del país persa informó que «los informes sobre el derribo de un avión teledirigido iraní sobre Israel y la participación de Irán en el ataque a un avión israelí son tan ridículos ... Irán solo brinda asesoramiento militar a Siria».[17]
- Líbano:  El Ministerio de Relaciones Exteriores libanés condenó «los allanamientos contra Siria» e hizo hincapié en el derecho de «legítima defensa contra cualquier agresión israelí». A la par de la declaración agregó que «esta política agresiva practicada por Israel amenaza la estabilidad en la región», convocando «los países implicados para controlar a Israel y detener su agresión».[18]
- Rusia: El Ministerio de Relaciones Exteriores de Rusia declaró que «es particularmente preocupante el peligro de una escalada de tensión dentro y alrededor de las zonas de desescalada en Siria, cuya creación se ha convertido en un factor importante para reducir la violencia en suelo sirio. ejercitar la moderación y evitar cualquier acción que pueda conducir a una complicación aún mayor de la situación. Consideramos que es necesario respetar incondicionalmente la soberanía y la integridad territorial de Siria y otros países de la región. Es absolutamente inaceptable crear amenazas a las vidas y seguridad de los militares rusos que se encuentran en Siria por invitación de su gobierno legítimo para ayudar en la lucha contra los terroristas».[19]
- Estados Unidos: El Gobierno del país americano informó que «El Departamento de Defensa [de los Estados Unidos] no participó en esta operación militar (...) Israel es nuestro socio de seguridad más cercano en la región y apoyamos plenamente el derecho inherente de Israel a defenderse contra las amenazas a su territorio y su gente».[20]
- Reino Unido El Secretario de Relaciones Exteriores, Boris Johnson, emitió una respuesta, expresando preocupación por los acontecimientos, pero apoyando el derecho de Israel a defenderse: «Apoyamos el derecho de Israel a defenderse contra cualquier incursión en su territorio (...) Estamos preocupados por las acciones iraníes, que desvirtúan los esfuerzos para lograr un genuino proceso de paz. Alentamos a Rusia a usar su influencia para presionar al régimen y sus patrocinadores para evitar acciones provocadoras y para apoyar la reducción de la escalada en busca de una mayor acuerdo político».[21]

### Organismos internacionales
- Naciones Unidas: El Secretario General António Guterres dijo que estaba siguiendo de cerca la alarmante escalada militar en todo Siria y el peligroso derrame a través de sus fronteras y pidió una reducción inmediata e incondicional de la violencia en dicho país.[22]

### Organizaciones paramilitares
- Hezbolá: El grupo asiático-islámico   elogió la respuesta de Siria al ataque de Israel contra las bases iraníes y sirias en Siria, diciendo que señala «una nueva fase estratégica» que pone fin a la violación de los territorios sirios.[19]